# Aliança dos Independentes

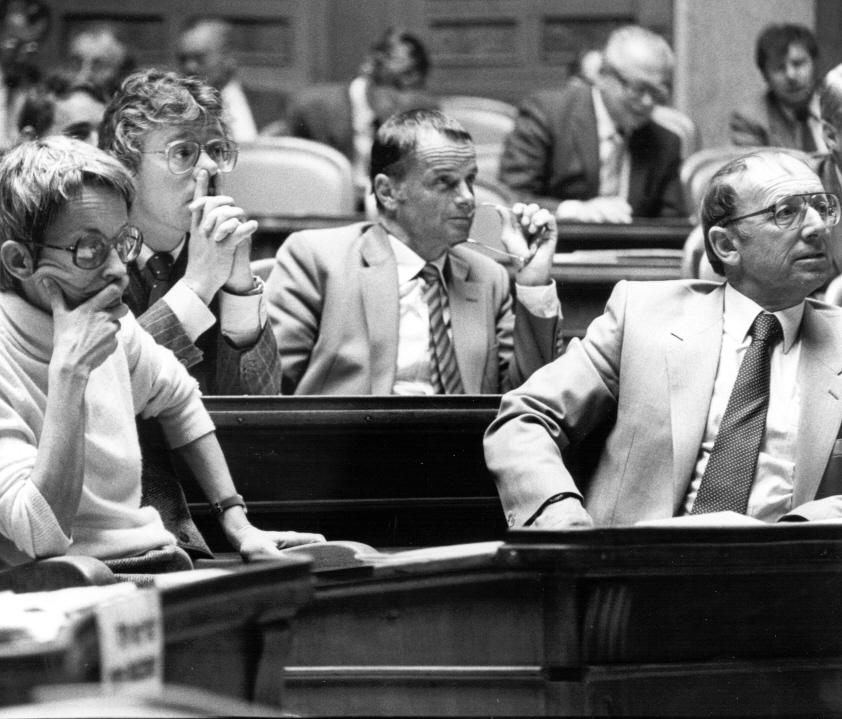
Alguns membros do grupo parlamentar da Aliança dos Independentes (LdU) no Conselho Nacional Suíço.

A Aliança dos Independentes (em alemão Landesring der Unabhängigen; LdU - em francês Alliance des Indépendants e italiano Anello degli Indipendenti; AdI) foi um partido político histórico suíço de centro-esquerda fundado em 1936 por Gottlieb Duttweiler e “financiada pela cooperativa multinacional Migros”. Foi até 1999 (o ano de sua dissolução) “a formação política sem representação governamental mais importante” do país.